# Жезказганська ТЕЦ
Жезказга́нська ТЕЦ — теплова електростанція у центральній частині Казахстану.
Перший проєкт ТЕЦ, яка мала забезпечувати потреби Жезказганських мідних рудників, склали в 1940 році. Втім, з початком війни будівництво зупинили та відновили лише в 1949-му за зовсім іншим проєктом. У 1952—1955 роках запустили першу чергу, яка мала три парові котли — два виготовлені ще в 1945-му британською Babcock & Wilcox із продуктивністю до 110 тонн пари на годину (введені в експлуатацію на жезказганському майданчику в 1952-му зі станційними номерами 1 та 2) та один виробництва Таганрозького котельного заводу типу ТП-150-1 продуктивністю 150 тонн на годину (запущений в 1955-му як номер 3). Від них живились три парові турбіни потужністю по 25 МВт — одна виготовлена німецькою Siemens Schuckert ще в 1938-му (введена в дію у 1952-му зі станційним номером 1) та дві від Уральського турбомоторного заводу типів Т-26-2У (запущена в 1953-му із номером 2) та Т-25-29 (стала до ладу в 1955-му з номером 3).
У 1959—1963 роках стала до ладу друга черга, яка мала чотири котла Таганрозького котельного заводу типу ТП-10 продуктивністю по 220 тонн на годину та три турбіни — одну від Харківського турбогенераторного заводу типу Р-25-90/13 потужністю 25 МВт (почала роботу в 1959, станційний номер 4) і дві від Ленінградського металічного заводу потужністю по 50 МВт — типу К-50-90 (запущена в 1960, номери 5) та типу ПТ-50-90/13 (стала до ладу в 1963, номер 6).
Нарешті в 1969—1971 роках стала до ладу третя черга, яка мала два котли Таганрозького котельного заводу типу ТП-13Б продуктивністю по 220 тонн на годину (станційні номери 8 та 9) і одну турбіну від Ленінградського металічного заводу типу ПТ-60-90/13 потужністю 60 МВт (стала до ладу в 1969, номер 7). Як наслідок, електрична потужність станції досягнула 252 МВт при тепловій у 460 Гкал/год.
В подальшому вживали заходів із підвищення теплової потужності. Так, в 1976-му турбіну № 2 перевели у режим роботи із протитиском, що дало додаткові 27 Гкал/год, а в 1978-му модернізували турбіну № 5 із конденсаційної у теплофікаційну типу Т-42-90 із зменшенням електричної потужності на 8 МВт та збільшенням теплової на 81 Гкал/год.
У 1981 році майданчик доповнили паровим котлом Барнаульського котельного заводу типу БКЗ-220-100 продуктивністю по 220 тонн пари на годину (станційний номер 10), при цьому вивели з експлуатації котли № 1 та № 2 (і не пізніше середини 1980-х — турбіну № 1). Ще один такий же котел запустили в 1993-му. При цьому не пізніше кінця 1990-х демобілізували котел № 3 та турбіни № 2 та № 3.
У 2016-му турбіну № 4 замінили на вдвічі потужнішу турбіну від Калузького турбінного заводу типу Т-50/60-8,8 з показником 50 МВт (за іншими даними, це була турбіна типу Т-50/66-8,8/0,12 потужністю 66 МВт). А в 2018-му ввели ще одну таку ж турбіну, що отримала станційний номер 8. Таким чином, електрична потужність ТЕЦ знову повернулась на рівень кінця 1970-х — 252 МВт, при тепловій потужності у 564 Гкал/год (фактична 490 Гкал/год).
Як паливо ТЕЦ споживає вугілля.
Видалення продуктів згоряння відбувається через два димарі заввишки 100 та 120 метрів.
Забір води для технологічних потреб відбувається з Кенгірського водосховища.
Видача продукції відбувається по ЛЕП, що працюють під напругою 110 кВ та 35 кВ.